# Stephan Schröck
Stephan Markus Cabizares Schröck (* 21. srpna 1986, Schweinfurt, Západní Německo) je německo-filipínský fotbalový záložník, hráč německého klubu SpVgg Greuther Fürth. Na mládežnické úrovni reprezentoval Německo, v seniorské kategorii je reprezentantem Filipín.

## Klubová kariéra
- DJK Schweinfurt (mládež)
- SpVgg Greuther Fürth (mládež)
- SpVgg Greuther Fürth 2004–2012[2]
- TSG 1899 Hoffenheim 2012–2013
- Eintracht Frankfurt 2013–2014
- SpVgg Greuther Fürth 2014–
- →  Ceres-La Salle FC (hostování) 2016

## Reprezentační kariéra

### Německo
Schröck nastupoval za německé mládežnické reprezentace U18, U19 a U20. S německým týmem do 19 let se v roce 2005 zúčastnil Mistrovství Evropy U19 v Severním Irsku, kde mladí Němci podlehli v semifinále Francii 2:3.

### Filipíny
V A-mužstvu reprezentace Filipín debutoval v roce 2011.